# Seznam hradů v Moravskoslezském kraji
Seznam hradů nacházejících se v Moravskoslezském kraji, seřazených podle abecedy:

## B
- Bílá
- Burkvíz

## C
- Cvilín

## Č
- Čeladná

## D
- Dětřichovice u Příbora
- Dorňákův kopec
- Drachenburg

## F
- Freudenštejn
- Fulnek
- Fulštejn
- Fürstenwalde

## H
- Hradec nad Moravicí
- Hrádek nad Olší
- Hradní vrch
- Hukvaldy

## J
- Janovice
- Jurův kámen

## K
- Karpentná
- Kružberk

## L
- Landek
- Lískovec
- Lubno

## M
- Medlice
- Moravská Ostrava
- Moravský Beroun
- Myslík

## N
- Návsí
- Nová Ves

## P
- Panská vyhlídka
- Přerovec
- Příbor

## Q
- Quinburk

## R
- Rabenštejn
- Rešov

## Ř
- Řepiště

## S
- Slezská Ostrava
- Sovinec
- Starý Jičín

## Š
- Šostýn
- Štandl
- Šternek
- Štrálek
- Štramberk
- Švédská skála

## V
- Vartnov
- Veisenštejn
- Vikštejn
- Vildštejn
- Vratimov

## Z
- Zátor
- Závada